# Coupe du monde de marche 2012
Navigation
Chihuahua 2010 Taicang 2014
La 25e édition de la Coupe du monde de marche s'est déroulée les 12 et 13 mai 2012 dans les rues de Saransk, en Russie.

## Tableau des médailles
- Tableau final :

| Rang | Nation    | Or | Argent | Bronze | Total |
| ---- | --------- | -- | ------ | ------ | ----- |
| 1    | Russie    | 7  | 4      | 2      | 13    |
| 2    | Colombie  | 2  | 1      | 0      | 3     |
| 3    | Chine     | 1  | 3      | 2      | 6     |
| 4=   | Espagne   | 0  | 1      | 1      | 2     |
| 4=   | Mexique   | 0  | 1      | 1      | 2     |
| 6    | Ukraine   | 0  | 0      | 3      | 3     |
| 7    | Australie | 0  | 0      | 1      | 1     |
|      | Total     | 10 | 10     | 10     | 30    |

## Podiums

### Hommes
| Épreuve                   | Or                                           | Argent                                  | Bronze                                       |
| ------------------------- | -------------------------------------------- | --------------------------------------- | -------------------------------------------- |
| 20 km                     | Wang Zhen (CHN) 1 h 19 min 13 s              | Andrey Krivov (RUS) 1 h 19 min 27 s     | Vladimir Kanaykin (RUS) 1 h 19 min 43 s (SB) |
| 20 km par équipes         | Russie 10 pts                                | Chine 21 pts                            | Ukraine 24 pts                               |
| 50 km                     | Sergey Kirdyapkin (RUS) 3 h 38 min 08 s (WL) | Igor Erokhin (RUS) 3 h 38 min 10 s (SB) | Jared Tallent (AUS) 3 h 40 min 32 s (SB)     |
| 50 km par équipes         | Russie 8 pts                                 | Chine 36 pts                            | Ukraine 40 pts                               |
| 10 km juniors             | Éider Arévalo (COL) 41 min 17 s (SB)         | Aleksandr Ivanov (RUS) 41 min 42 s      | Jesús Tadeo Vega (MEX) 41 min 56 s           |
| 10 km juniors par équipes | Russie 6 pts                                 | Colombie 10 pts                         | Chine 14 pts                                 |

### Femmes
| Épreuve                   | Or                                     | Argent                                    | Bronze                                 |
| ------------------------- | -------------------------------------- | ----------------------------------------- | -------------------------------------- |
| 20 km                     | Elena Lashmanova (RUS) 1 h 27 min 38 s | Olga Kaniskina (RUS) 1 h 28 min 33 s (SB) | María José Poves (ESP) 1 h 29 min 10 s |
| 20 km par équipes         | Russie 9 pts                           | Espagne 19 pts                            | Chine 35 pts                           |
| 10 km juniors             | Sandra Arenas (COL) 45 min 57 s        | Alejandra Ortega (MEX) 46 min 00 s (AJ)   | Nadezhda Leontyeva (RUS) 46 min 02 s   |
| 10 km juniors par équipes | Russie 7 pts                           | Chine 15 pts                              | Ukraine 15 pts                         |